# Batur Utara
Batur Utara is een bestuurslaag in het regentschap Bangli van de provincie Bali, Indonesië. Batur Utara telt 1839 inwoners (volkstelling 2010).